# Lifetime (musikgrupp)
Lifetime är ett amerikanskt poppunk/melodisk hardcore-band från New Jersey. Lifetime bildades under 1990 men upplöstes 1997. Sent 2005 återförenades bandet.

## Medlemmar
- Ari Katz – sång
- Dan Yemin – gitarr
- Pete Martin – gitarr
- Dave Palaitis – bas
- Scott Golley – trummor

Tidigare medlemmar
- Chris Corvino – bas
- Justin Janisch – bas
- Linda Kay – bas
- Chris Daly – trummor
- David Wagenshutz – trummor
- Scott St. Hiliare – gitarr

## Diskografi
- 1992 – Background
- 1995 – Hello Bastards
- 1997 – Jersey's Best Dancers
- 2007 – Lifetime